# Bernard Newman (écrivain)
Pour les articles homonymes, voir Newman.
Bernard Newman, né le 8 mai 1897 à Ibstock dans le Leicestershire en Angleterre et mort le 19 février 1968, est un écrivain et dramaturge britannique, auteur de roman d'espionnage et de roman policier, et un spécialiste du renseignement. Il a utilisé au cours de sa carrière le pseudonyme de Don Betteridge.

## Biographie
Après de courtes études, il s'engage et devient militaire en France pendant la Première Guerre mondiale. À partir de 1920, il devient fonctionnaire. Durant la Seconde Guerre mondiale, il travaille au ministère britannique de l'information.
Il débute comme dramaturge au milieu des années 1920 puis devient romancier. Il écrit d'abord des récits sur la guerre de 14/18 puis des romans d'espionnage dont il fait rapidement sa spécialité. Il publie près d'une cinquantaine de romans, sous son nom ou sous le pseudonyme de Don Betteridge, œuvre qu'il complète par de nombreux romans et ouvrages consacrés au monde du renseignement et de l'espionnage.
Il décède en 1978 à l'âge de 70 ans.

## Œuvre

### Romans

#### SérieMarshall
- Spy (1935)
  - Espion, Nouvelle Revue critique (1936)
- Secret Servant (1936)

#### SériePapa Pontivy
- Siegfried Spy (1941)
- Secret Weapon (1942)
- Death to the Fifth Column (1948)
- This Is your Life (1963)
- The Travelling Executioners (1964)
  - La Brigade des tueurs, Série noire no 925 (1965)
- The Spy at No.10 (1965)

#### Autres romans
- The Cavalry Goes Through! (1930)
- Hosanna!: The Remarkable Novel (1933)
- Death of a Harlot (1934)
- Armoured Doves (1937)
- German Spy (1937)
- Death Under Gibraltar (1940)
- Dictator's Destiny (1945)
- The Lazy Meuse (1949)
- Cup Final Murder (1950)
- Epics of Espionage (1950)
- The Flying Saucer (1950)
- The Sisters Alsace-Lorraine (1950)
- Centre Court Murder (1951)
- Death At Lord's (1952)
- They Saved London (1952)
- Yours for Action (1953)
- The Wishful Think (1954)
- Still Flows the Danube (1955)
- The Three Germanies (1957)
- My Hospital in the Hills (1957)
- Flowers for the Living (1958) (coécrit avec Guy Bolton)
- Visa to Russia (1959)
- Silver Greyhound (1960)
- Speaking from Memory (1960)
- Taken at the Flood (1960)
- Evil Phoenix (1966)
- The Bosworth Story (1967)
- The Dangerous Age (1967)
- Draw the Dragon's Teeth (1967)
- The Jail-Breakers (1968)
- Spy and Counter-spy (1970)

#### Autres romans signés Don Betteridge
- Spies Left (1950)
- Not Single Spies (1951)
- Spy Counter-Spy (1953)
- The Case of the Berlin Spy (1954)
- The Gibraltar Conspiracy (1955)
- The Spies of Peenemunde (1958)
- Contact Man (1960)
- The Package Holiday Spy Case (1962)

### Ouvrages non fictionnels
- Round About Andorra (1928)
- In the Trail of the Three Musketeers (1934)
- The Blue Danube: Black Forest to Black Sea (1935)
- Pedalling Poland (1935)
- Albanian Back-Door (1936)
- I Saw Spain (1937)
- Albanian Journey (1938)
- Danger Spots of Europe (1938)
- Ride to Russia (1938)
- Baltic Roundabout (1939)
- Secrets of German Espionage (1940)
- The Story of Poland (1940)
- One Man's Year (1941)
- American Journey (1943)
- Balkan Background (1944)
- The people of Poland (1944)
- British Journey (1945)
- The Face of Poland (1945)
- Russia's Neighbour: the New Poland (1946)
- Middle Eastern Journey (1947)
- Baltic Background (1948)
- The Captured Archives: The Story of the Nazi-soviet Documents (1948)
- News from the East (1948)
- Mediterranean Background (1949)
- Turkish Crossroads (1951)
- Both Sides of the Pyrenees (1952)
- Soviet Atomic Spies (1952)
- Tito's Yugoslavia (1952)
- Morocco Today (1953)
- Report on Indo-China (1953)
- Ride to Rome (1953)
- Berlin and Back (1954)
- The Sosnowski Affair: Inquest On a Spy (1954)
- North African Journey (1955)
- Inquest on Mata Hari (1956)
- Real Life Spies (1956)
- One Hundred Years of Good Company: Published On the Occasion of the Ruston Centenary 1857-1957 (1957)
- Spain On a Shoestring (1957)
- Unknown Germany (1958)
- Danger Spots of the World (1959)
- Portrait of Poland (1959)
- Unknown Yugoslavia (1960)
- Bulgarian Background (1961)
- Far Eastern Journey: Across India And Pakistan to Formosa (1961)
- Let's Look at Germany (1961)
- Presenting People Living Dangerously (1961)
- The Blue Ants: The First Authentic Account of the Russian-chinese War of 1970 (1962)
- Mr Kennedy's America (1962)
- The World of Espionage (1962)
  - Le Monde secret de l'espionnage, Collection La Marche du monde, Éditions de la Pensée moderne, (1964)
- Unknown France (1963)
- Behind the Berlin Wall (1964)
- Round the World in Seventy Days (1964)
- Spies in Britain (1964)
- Background to Vietnam (1965)
- Let's Visit France (1965)
- Let's Visit Malaysia and Her Neighbours (1965)
- South African Journey (1965)
- Spain Revisited (1966)
- Let's Visit South Africa (1967)
- Let's Visit Vietnam (1967)
- To Russia and Back (1967)
- The New Poland (1968)
- Portrait of the Shires (1968)
- Turkey and the Turks (1968)
- The New Europe (1972)
- On the Trail of the Three Muskateers (1973)
- Extreme Rock: Great British Rock Climbs (1987)
- Tunnellers (1995)

## Adaptations

### Au cinéma
- 1958 : Battle of the V-1, film britannique, adaptation de They Saved London réalisée par Vernon Sewell

#### À la télévision
- 1961 : Element of Doubt, téléfilm britannique, adaptation réalisée par Dennis Vance (en)

## Sources
- Claude Mesplède, Les années "Série noire" : bibliographie critique d'une collection policière, vol. 2 : 1959-1966, Amiens, Editions Encrage, coll. « Travaux » (no 17), 1993 (ISBN 978-2-906-38943-4), p. 248.
- Claude Mesplède et Jean-Jacques Schleret, SN, voyage au bout de la Noire : inventaire de 732 auteurs et de leurs œuvres publiés en séries Noire et Blème : suivi d'une filmographie complète, Paris, Futuropolis, 1982 (OCLC 11972030), p. 283
- Claude Mesplède et Jean-Jacques Schleret (Éd. rév. de: SN, voyage au bout de la Noire), Les auteurs de la Série noire, 1945-1995, Nantes, Joseph K, coll. « Temps noir », 1996, 627 p. (ISBN 978-2-910-68611-6, OCLC 300207570), p. 353-354.